# مطار غوميل
مطار غوميل (بالبيلاروسية؛ Аэрапорт Гомель): (إياتا: GME، إيكاو: UMGG) هو مطار يقع في بلدية غوميل، روسيا البيضاء.

## شركات الطيران والوجهات
| شركـات طيـران | الوجهات                                                                   |
| ------------- | ------------------------------------------------------------------------- |
| طيران بيلافيا | موسمي: مطار باطومي الدولي موسمي عارض: مطار أنطاليا، مطار شرم الشيخ الدولي |